# Cethosia hainana
Cethosia hainana är en fjärilsart som beskrevs av Hans Fruhstorfer 1908. Cethosia hainana ingår i släktet Cethosia och familjen praktfjärilar. Inga underarter finns listade i Catalogue of Life.